# 밴드 콘서트
밴드 콘서트(The Band Concert)는 미국에서 제작된 윌프레드 잭슨, 월트 디즈니 감독의 1935년 애니메이션 영화이다. 클로렌스 내쉬 등이 주연으로 출연하였고 월트 디즈니 등이 제작에 참여하였다.

## 출연

### 주연
- 클로렌스 내쉬